# Colusa (Californie)
Pour les articles homonymes, voir Colusa.
Colusa est une ville de l’État de Californie, siège du comté de Colusa, aux États-Unis. Sa population s'élève à 5 971 habitants lors du recensement de 2010 et est estimée à 5 937 habitants en 2016, dont une majorité de Latinos.

## Démographie
| Groupe            | Colusa | Californie | États-Unis |
| ----------------- | ------ | ---------- | ---------- |
| Blancs            | 66,1   | 57,6       | 72,4       |
| Autres            | 25,3   | 17,0       | 6,2        |
| Métis             | 4,2    | 4,9        | 2,9        |
| Amérindiens       | 1,8    | 1,0        | 0,9        |
| Asiatiques        | 1,3    | 13,1       | 4,8        |
| Afro-Américains   | 0,9    | 6,2        | 12,6       |
| Océaniens         | 0,5    | 0,4        | 0,2        |
| Total             | 100    | 100        | 100        |
|                   |        |            |            |
| Latino-Américains | 52,4   | 37,6       | 16,7       |

Selon l'American Community Survey, pour la période 2011-2015, 59,14 % de la population âgée de plus de 5 ans déclare parler anglais à la maison, alors que 38,54 % déclare parler l'espagnol et 2,32 % une autre langue.
| 1870  | 1880  | 1890  | 1900  | 1910  | 1920  |
| ----- | ----- | ----- | ----- | ----- | ----- |
| 1 051 | 1 779 | 1 336 | 1 441 | 1 582 | 1 846 |

| 1930  | 1940  | 1950  | 1960  | 1970  | 1980  |
| ----- | ----- | ----- | ----- | ----- | ----- |
| 2 116 | 2 285 | 3 031 | 3 518 | 3 842 | 4 075 |

| 1990  | 2000  | 2010  | - | - | - |
| ----- | ----- | ----- | - | - | - |
| 4 934 | 5 402 | 5 971 | - | - | - |

## Personnalités liées à la ville
- Byron De La Beckwith, assassin du défenseur des droits civils Medgar Evers ;
- Jacques Rosas, artiste, militant politique et entrepreneur.